# Station Wądroże Wielkie
Station Wądroże Wielkie is een spoorwegstation in de Poolse plaats Wądroże Wielkie.